# Doppelhornvogel
Der Doppelhornvogel (Buceros bicornis) ist eine Vogelart aus der Familie der Nashornvögel, die in Südasien verbreitet ist. Er kann eine Körperlänge von mehr als einem Meter erreichen und gilt als einer der größten waldbewohnenden Vögel. Wie alle Nashornvögel ist er ein Höhlenbrüter. Das Weibchen verbringt die bis zu vier Monate dauernde Brutzeit in einer bis auf einen schmalen Spalt zugemauerten Baumhöhle. Während der Brutzeit wird sie und später die Jungvögel vom Männchen mit Futter versorgt.
Die Bestandssituation des Doppelhornvogels wird mit potentiell gefährdet (near threatened) eingestuft.

## Erscheinungsbild

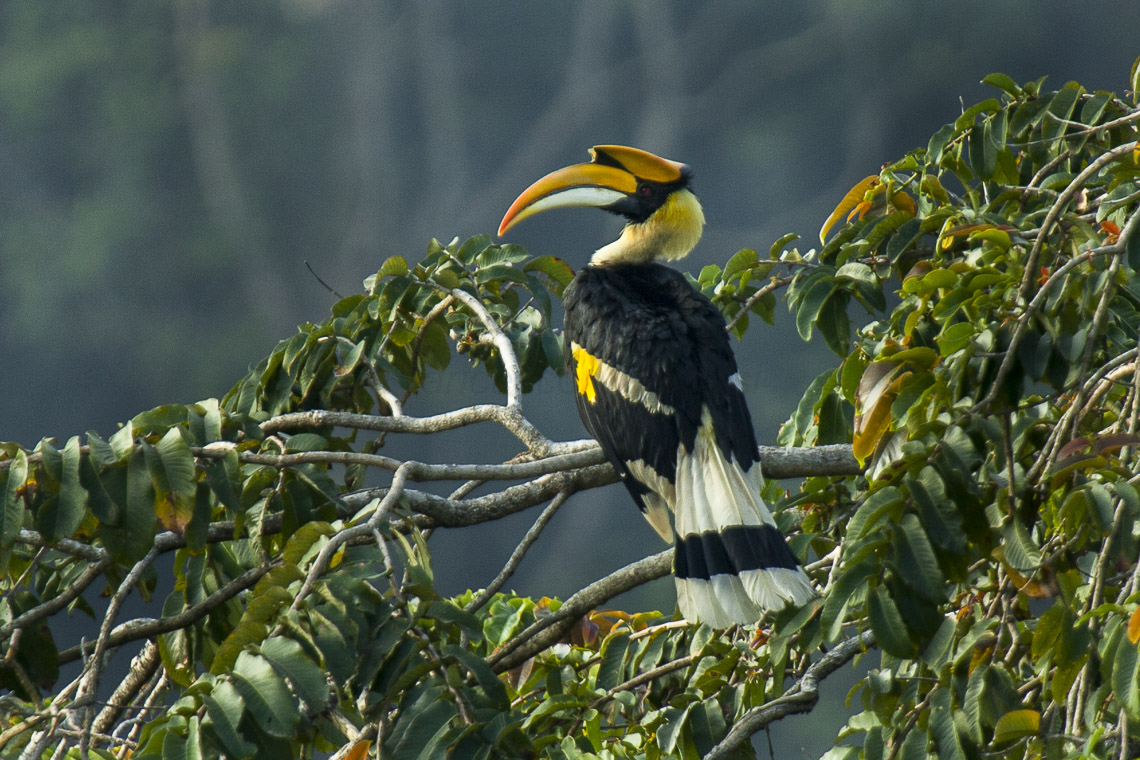
Männchen in Thailand

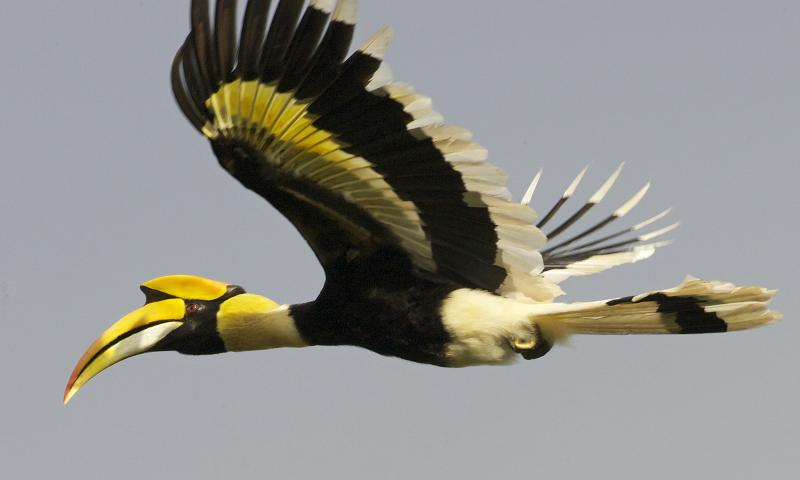
Doppelhornvogel im Flug

Doppelhornvögel erreichen eine Körperlänge von 96 bis 105 Zentimeter. Der Schnabel hat beim Männchen eine Länge zwischen 29 und 34 Zentimeter. Bei den Weibchen ist dieser etwas kleiner und erreicht eine Länge zwischen 24,5 und 29,5 Zentimeter.
Das Horn auf dem Schnabel, das von beiden Geschlechtern ausgebildet wird, ist sehr groß. Das bislang größte vermessene Horn war 19,2 Zentimeter lang, 10,6 Zentimeter breit und 5,6 Zentimeter hoch. Das Horn besteht aus lockerem Knochengebälk und ist von geringem Gewicht. Es hat vermutlich eine Funktion als Resonanzkörper für die Rufe des Doppelhornvogels.
Die Flügelspanne beträgt 162 Zentimeter. Das Gewicht der Männchen beträgt zwischen 2,6 und 3,4 Kilogramm. Weibchen wiegen zwischen 2,1 und 3,35 Kilogramm. Der Geschlechtsdimorphismus ist schwach ausgebildet. Unterscheidungsmerkmal ist zum einen die Größe der Vögel und zum anderen die Farbe der Iris. Beim Männchen ist die Iris rotbraun gefärbt, beim Weibchen ist sie weiß.

### Merkmale des Männchens
Männchen sind etwas größer als die Weibchen. Sie haben einen weißen Scheitel, Hals und Vorderbrust. Die Wangen, dass Kinn, der Rücken und die hintere Brust sind schwarz. Der Rücken hat wie die kleinen Flügeldecken einen metallischen Schimmer. Die Schenkel, der Bauch und die Oberschwanzdecken sowie die Unterschwanzdecken sind weiß. Die Hand- und Armschwingen sowie die Federn der großen und mittleren Flügeldecken haben breite weißen Spitzen. Diese bilden auf den Flügeln ein breites weißes Band. Ähnlich wie die Brust- und Halsgefieder wirken diese Gefiederpartien häufig gelblich. Dies ist bedingt durch das Bürzelfett, mit denen der Doppelhornvogel sein Gefieder pflegt.
Der Schwanz ist weiß mit einem breiten schwarzen Querband über die Mitte. Der Schnabel ist kräftig gelb und geht zur Spitze hin in ein orange bis rot über. Entlang des Hornaufsatzes verläuft eine schwarze Linie und auch die Schnabelscheiden sind schwarz. Die nackte Haut um das lang bewimpelte Auge ist schwarz. Die Augen sind rot, die Beine und Füße sind olivgrün.

### Merkmale des Weibchens und der Jungvögel

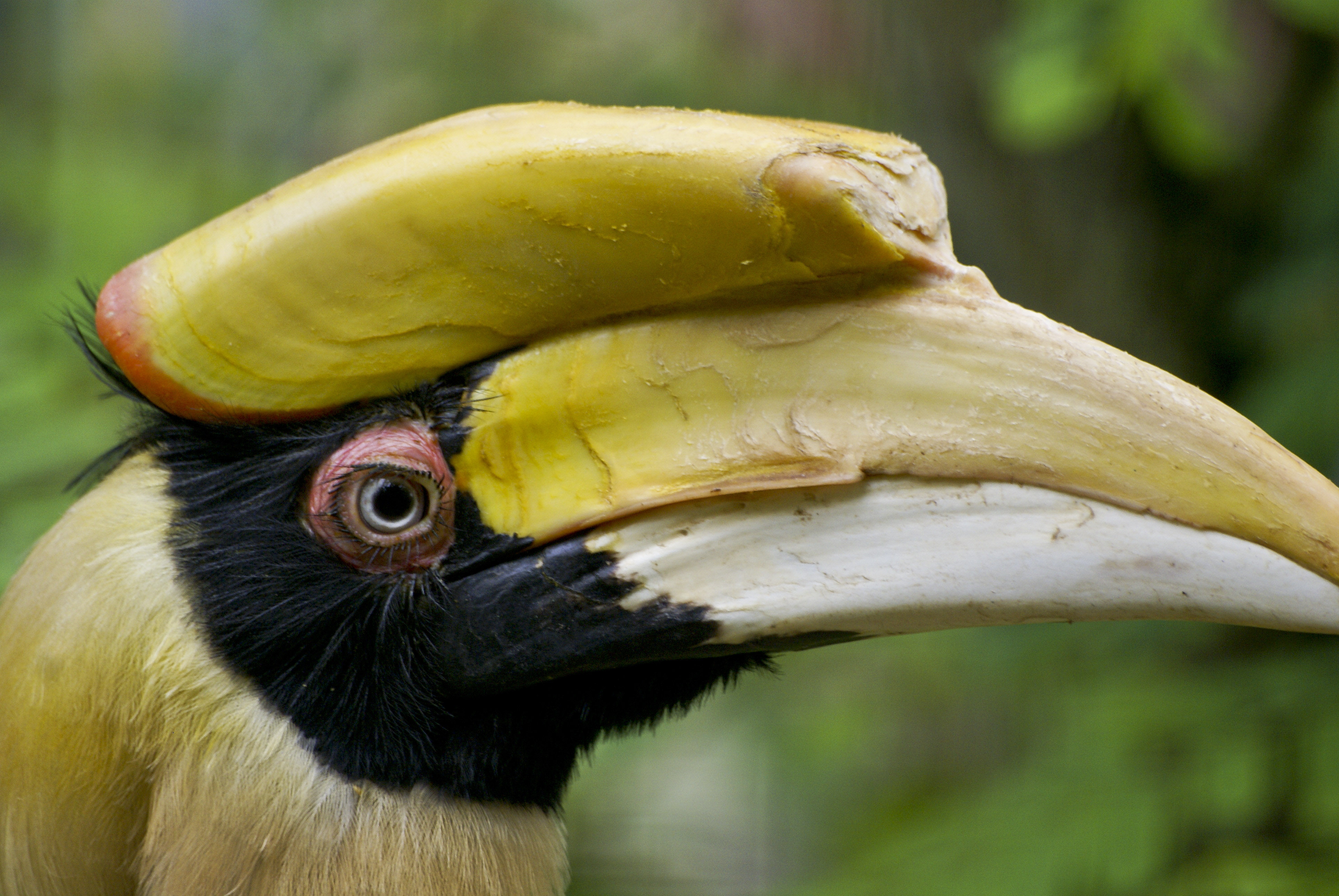
Kopfstudie eines Weibchens

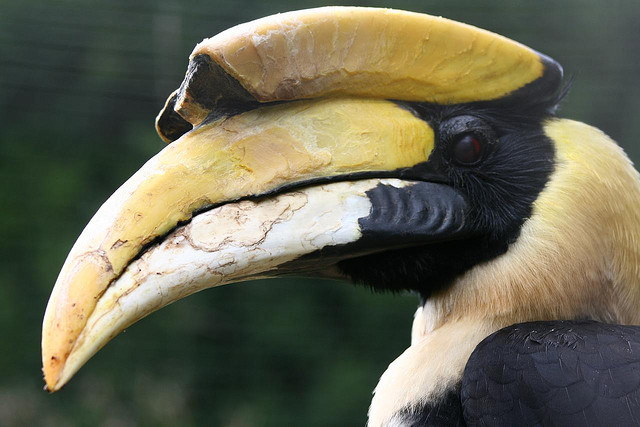
Kopfstudie eines Männchens

Das Weibchen hat ein ähnliches Körpergefieder wie das Männchen. Das Horn ist jedoch gelb bis orange ohne schwarze Färbungen. Die nackte Haut um das Auge ist rot, davon heben sich die schwarzen Augenlider ab. Die Augen sind weiß.
Jungvögel haben ebenfalls ein Körpergefieder, das den adulten Vögeln entspricht. Bei ihnen ist der Schnabel aber noch kleiner, das Schnabelhorn ist kaum entwickelt. Die nackte Haut um das Auge ist fleischfarben bis rosa, der Schnabel ist cremefarben, die Augen sind blass blaugrau. Die Beine und Füße sind grünlich-gelb.
Bei den subadulten Doppelhornvögeln beginnt sich das Schnabelhorn ab dem sechsten Lebensmonat zu entwickeln. Die Entwicklung erstreckt sich über mehrere Lebensjahre und ist in der Regel erst im fünften Lebensjahr abgeschlossen. Männchen haben erst im dritten Lebensjahr rote Augen. Die Farbe verändert sich dabei von grau über braun und kastanienbraun. Die nackte Haut um das Auge ist bei den subadulten Männchen zuerst grau, bevor sie sich in ein Schwarz verändert.

### Verwechselungsmöglichkeiten
Im Verbreitungsgebiet des Doppelhornvogels kommt auch der Rhinozerosvogel vor. Er hat eine ähnliche Körpergröße. Der Schnabel ist jedoch orange und weist ein auffallend nach oben gebogenes Horn auf. Er hat außerdem ein etwas anderes Körpergefieder. Es fehlen die weißen Gefiederpartien auf den Flügeln, am Hals und auf dem Scheitel.

## Unterarten
Es ist umstritten, ob für den Doppelhornvogel Unterarten unterschieden werden können. Alan C. Kemp geht in seiner Monographie über die Nashornvögel davon aus, dass die Größenunterschiede, die sich zwischen den Populationen zwischen Festlandasiens und dem der malaiischen Halbinsel sowie Sumatra feststellen lassen, Unterschiede sind, wie sie für Kline typisch sind. Er unterscheidet daher keine Unterarten.
Werden Unterarten unterschieden, werden sie üblicherweise folgend unterschieden;
- Siam-Doppelhornvogel (Buceros bicornis bicornis), Linnaeus, 1758 – Thailand
- Homrai-Doppelhornvogel (Buceros bicornis homrai), Hodgson, 1832 – Indien und Südostasien

## Verbreitung und Lebensraum

Verbreitungsgebiet des Doppelhornvogels

Das große Verbreitungsgebiet des Doppelhornvogels erstreckt sich von Indien über den Süden Chinas bis nach Sumatra.
In Indien ist das Verbreitungsgebiet disjunkt. Eine isolierte Population lebt in den Westghats, einem Gebirgszug entlang der Westküste Indiens. Der indische Verbreitungsschwerpunkt ist allerdings die Vorgebirge des Himalayas von Uttar Pradesh bis nach Assam. Das Verbreitungsgebiet erstreckt sich außerdem über den Süden Nepals und den Norden Bangladeshs. Sie kommen auch in Myanmar sowie auf einigen dicht bewaldeten Inseln des Mergui-Archipels in der nördlichen Andamanensee an der Westküste Myanmars im Indischen Ozean vor. In China kommt der Doppelhornvogel im Westen (in Yingjiang) und Süden (in Xishuangbanna) von Yunnan vor. Sie sind auch in Vietnam, Laos, Kambodscha und Thailand vertreten. Zu ihrem Verbreitungsgebiet gehört außerdem die malaiische Halbinsel, wo sie auch auf küstennahen Inseln vorkommen. Eine isolierte Population lebt außerdem auf Sumatra.
Der Doppelhornvogel besiedelt immergrüne feuchte Primärwälder. Er kommt besonders häufig in Wäldern zwischen 600 und 1000 Höhenmetern vor. In den Vorgebirgen des Himalayas und im Norden Thailands ist er jedoch auch noch auf 2000 Metern anzutreffen. Er kommt auch in Wäldern vor, in denen ein selektiver Holzeinschlag erfolgt ist. Er ist dort allerdings nicht so häufig wie die kleineren Nashornvogelarten anzutreffen. Wo sich sein Verbreitungsgebiet mit dem zur selben Gattung gehörenden Rhinozerosvogel überlappt, ist der Doppelhornvogel eher in den höheren Lagen anzutreffen.
In Regionen seines Verbreitungsgebietes, in denen es große zusammenhängende Wälder gibt, ist er durchaus häufig. In stärker fragmentierten Waldgebieten wie beispielsweise den Westghats ist er auch historisch ein seltener Vogel gewesen.

## Lebensweise

### Nutzung des Lebensraumes

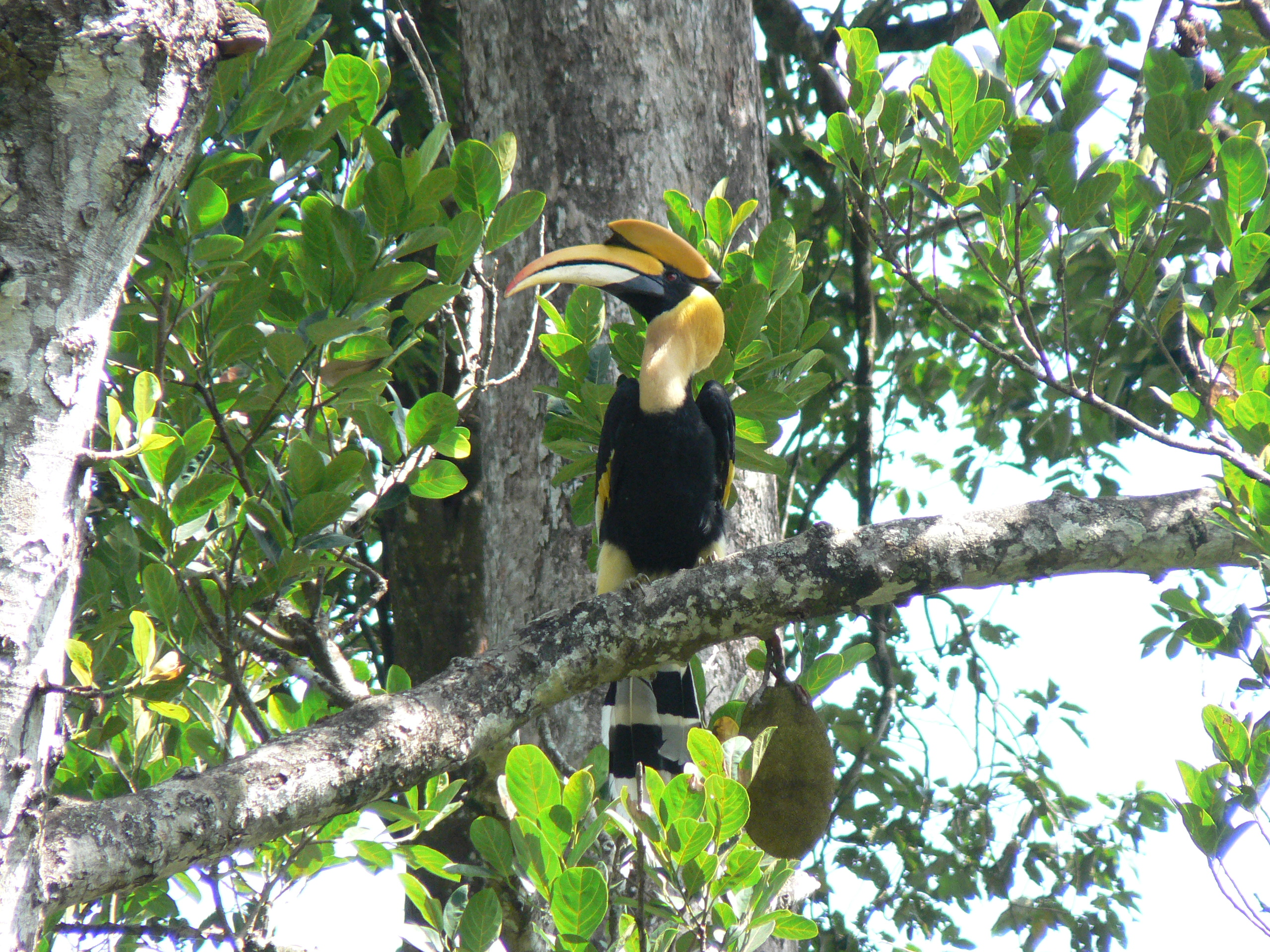
Doppelhornvogel, Westghats, Indien

Doppelhornvögel leben paarweise, in kleinen Familiengruppen, aber auch gelegentlich in Trupps, die während der Monsunzeit bis zu 40 Individuen umfassen können. Trupps bestehen häufig aus noch nicht geschlechtsreifen Individuen, die meist auch sehr große Gebiete nach Nahrung durchstreifen. In reichlich fruchttragenden Bäumen können sich jedoch bis zu 200 Individuen versammeln.
Paare sind standorttreu und haben ein Brutrevier. Sie durchstreifen jedoch ein großes Gebiet auf der Suche nach Nahrung. Während ihrer Streifzüge folgen sie häufig regelmäßigen Routen. Sie verbringen gelegentlich aber auch einen ganzen Tag in einem einzelnen, reichlich fruchttragenden Baum. Das Nahrungsrevier, das sie nutzen, beträgt bei Männchen während der Brutzeit – wenn sie regelmäßig zur Nisthöhle zurückkehren müssen, um das Weibchen und später die Jungvögel mit Nahrung zu versorgen – durchschnittlich 3,7 Quadratkilometer. Nichtbrütende Männchen durchstreifen Nahrungsreviere von einer durchschnittlichen Größe von 14,7 Quadratkilometer. Bei einer Familiengruppe in Thailand hat man festgestellt, dass sie ein Gebiet von 608 Quadratkilometer durchstreifte.
Doppelhornvögel verbringen die Nacht häufig gemeinsam in Ruhebäumen, zu denen sie immer wieder zurückkehren.  Sie nähern sich diesen Ruhebäumen in der Abenddämmerung und nutzen dabei gewöhnlich dieselbe Route. Als Ruheplatz nutzen sie die obersten Äste. Meist befinden sich nicht mehr als drei oder vier Vögel in einem einzelnen Baum, größere Ansammlungen verteilen sich über mehrere Bäume. Mit der Morgendämmerung verlassen sie wieder diese Ruheplätze.

### Wohlfühlverhalten

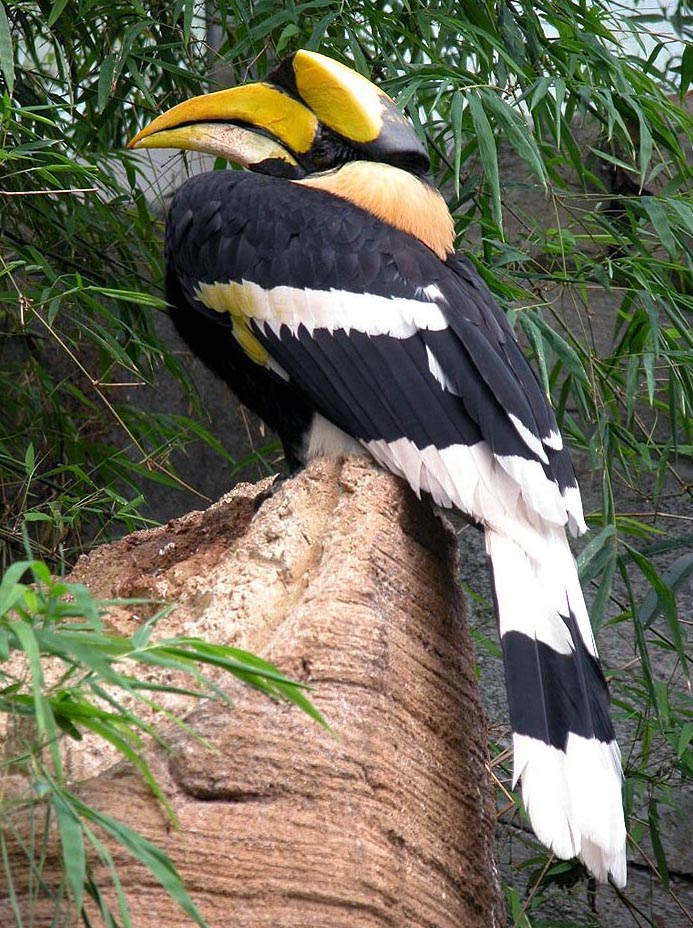
Doppelhornvogel in der für Nashornvögel typischen Ruhehaltung

Doppelhornvögel baden im feuchten Blattwerk von Baumwipfeln und sitzen anschließend mit geöffneten Flügeln im Geäst, um sich wieder zu trocknen. Sonnenbäder nehmen sie mit ausgestreckten Flügeln und gespreizten Schwanzfedern. Zur Abkühlung öffnen sie den Schnabel und halten die Flügel leicht angehoben.
Sie putzen während des Morgens mehrfach ihr Gefieder und tragen dabei das gelbliche Bürzelöl auf, dass die weißen Gefiederpartien an Hals und Brust gelb färbt. Im Verlauf des Tages lässt diese Gelbfärbung nach, wenn sich das Öl aus dem Gefieder reibt.
Sie schlafen in einer für Nashornvögel typischen Position: Dabei sinkt der Kopf weit auf die Schultern zurück. Der Schnabel weist in dieser Ruhehaltung leicht nach oben.

### Nahrung
Doppelhornvögel finden ihre Nahrung überwiegend in Baumwipfeln. Während der Nahrungsaufnahme hüpfen sie mit kurzen Seitwärtsbewegungen durch das Geäst. Sie kommen gelegentlich auch auf den Boden, um dort herabgefallene Früchte aufzunehmen.
Sie ernähren sich überwiegend von Fruchtfleisch, insbesondere dem von Feigen. Bei Doppelhornvögel, die man in Thailand näher untersucht hat, fraßen sie Früchte von 26 verschiedenen Baumarten. Genutzt wurden neben Feigenbäumen u. a. Elaeocarpus, Cinnamomum, Litsea, Aglaia, Kirschmyrten und Pfefferbäume. Insgesamt fielen bei den untersuchten Individuen 57 Prozent der Nahrung auf Feigen, 29 Prozent auf andere Früchte und 14 Prozent auf animalische Kost. Außerhalb der Brutzeit dürfte der Anteil von tierischem Protein niedriger liegen.
Obwohl Doppelhornvögel überwiegend Fruchtfresser sind, jagen sie aktiv nach kleinen Tieren. Zum Jagdverhalten gehört es, dass sie Baumrinde abreißen und dort nach Insekten suchen. Sie fressen überwiegend Insekten, darunter Käfer, Wespen, Heuschrecken, Grillen, Kakerlaken und Schmetterlingsraupen. Auch Krebse, Schnecken und Regenwürmer gehören zu ihrem Nahrungsspektrum. Gefressen werden auch kleinere Wirbeltiere, darunter Eidechsen, Frösche, Geckos, Schlangen, Fledermäuse und verschiedene Eichhörnchen. Auch kleinere Vogelarten und deren Eier und Nestlinge werden vom Doppelhornvogel gefressen. Unter den erbeuteten Vögeln befanden sich Grünbartvögel, Ziegenmelker, Flaggendrongo, Indien-Zwergohreulen und Dschungelzwergkäuze, Eier und Nestlinge von Bülbüls und Tauben.
Aufgrund des hohen Wassergehaltes ihrer Nahrung müssen Doppelhornvögel keine zusätzliche Flüssigkeit aufnehmen.

## Fortpflanzung

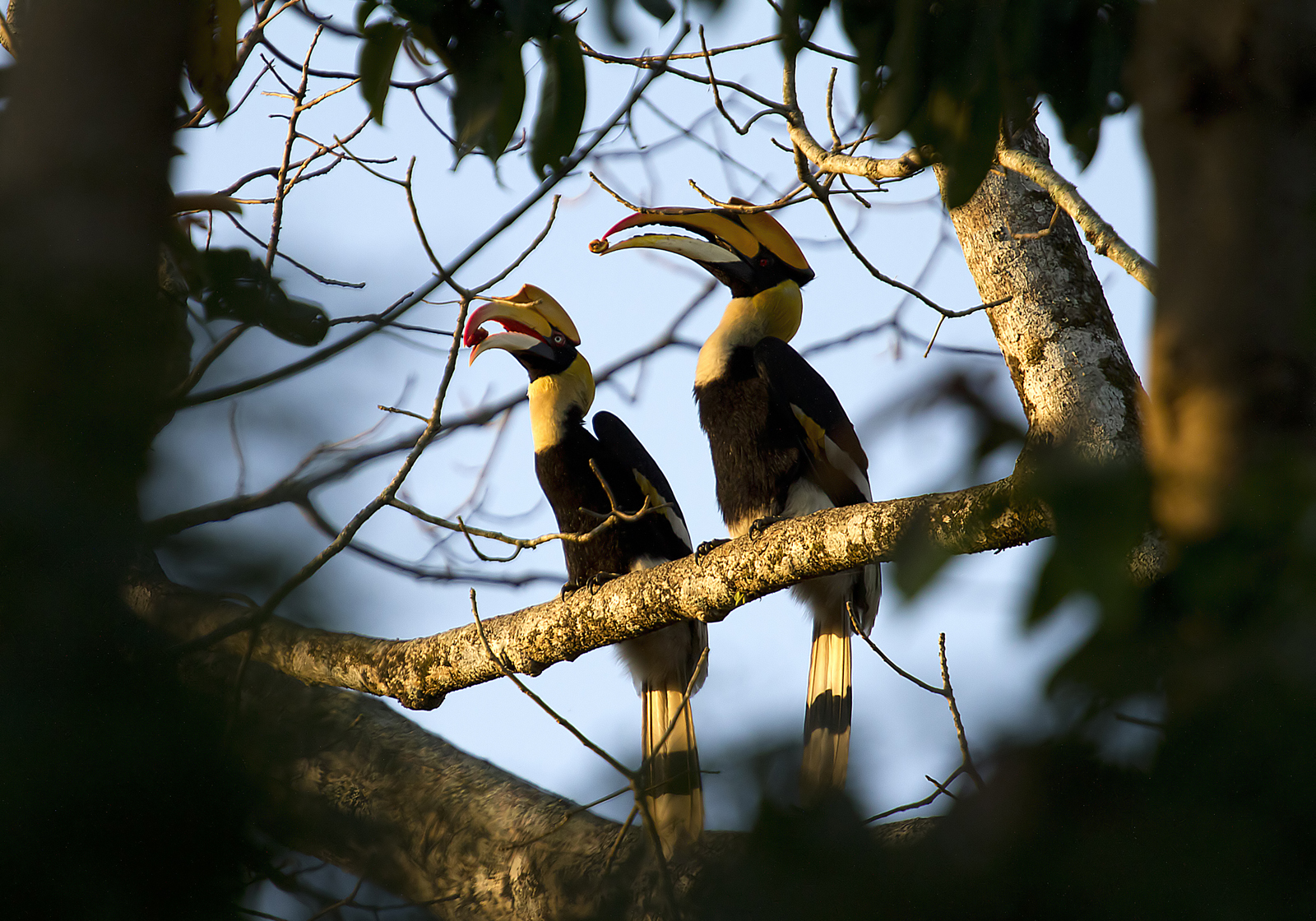
Ein Paar Doppelhornnashornvögel

Doppelhornvögel sind monogame Vögel, die in Baumhöhlen brüten. Sie verteidigen ein Brutrevier von etwa 100 Meter Radius um diese Baumhöhle. Eindringlinge in dieses Gebiet werden später selbst dann noch vertrieben, wenn es zu keinem Brutversuch kommt.

### Verhalten vor Beginn der eigentlichen Brutzeit
Rufe der Männchen sind besonders zu Beginn der Fortpflanzungszeit zu vernehmen. Zwischen Männchen kommt es auch zu Kämpfen, bei denen die Schnabel und Schnabelhorn eingesetzt werden. Berichtet wird auch über Ansammlungen von überwiegend bereits verpaarten Doppelhornvögeln, bei denen die Vögel mit den Schnäbeln gegen Äste schlagen und dem Partnervogel Nahrungsbestandteile präsentiert werden. Zu den Aggressionsverhalten, die dabei gezeigt werden, gehört auch ein Auf- und Abhüpfen auf einem Ast und schnelle Seitwärtsbewegungen mit dem Schnabel. Wie genau Doppelhornvögel jedoch ihren Partnervogel auswählen, ist nicht bekannt.
Das Balzfüttern des Weibchens durch das Männchen gehört zu den häufiger beobachteten Verhaltensweisen vor dem Beginn der Brutperiode. Dieses Füttern findet in der Nähe des Nestes statt.

### Bruthöhle

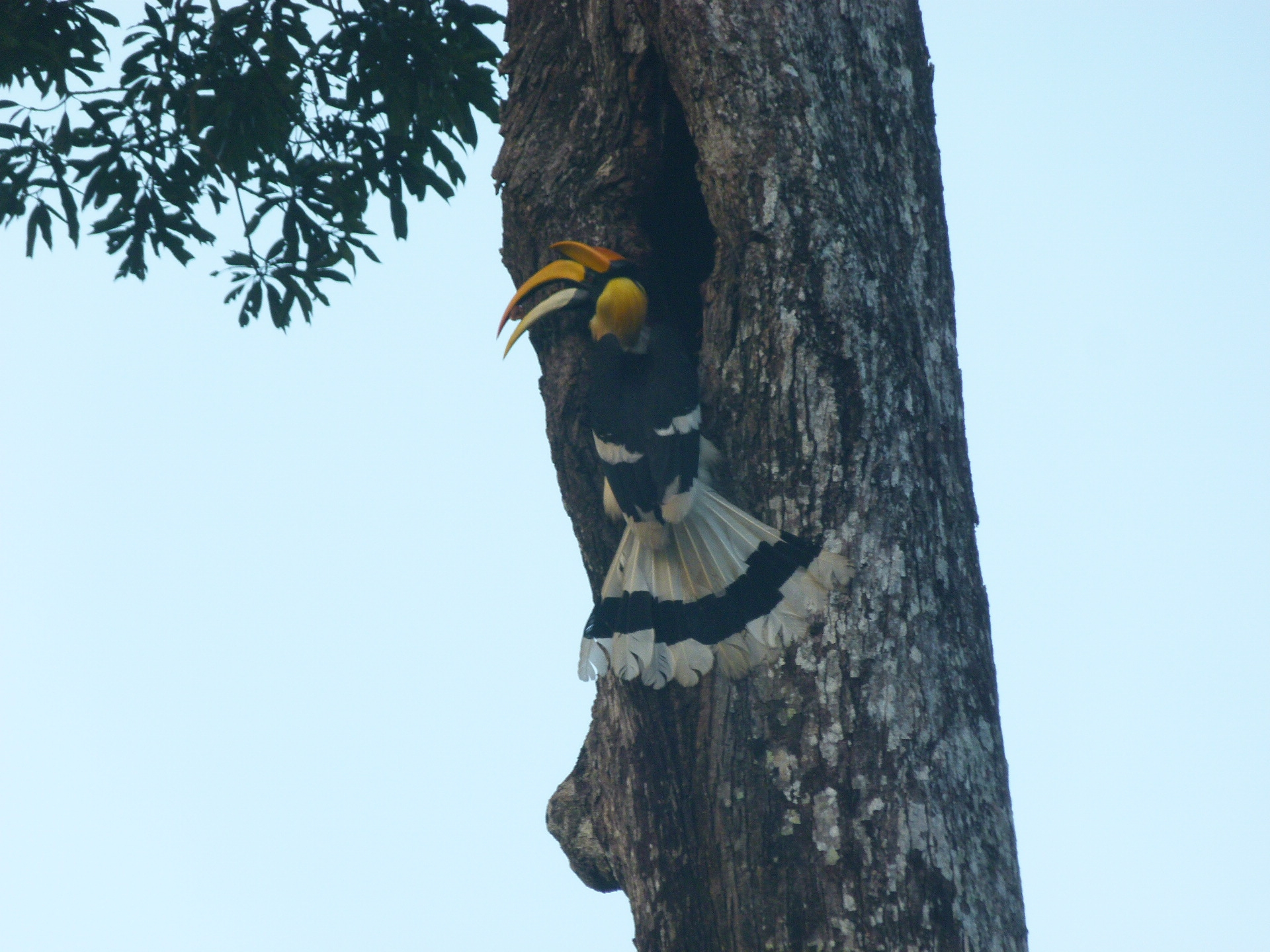
Doppelhornvogel an einer Nisthöhle

Die Baumhöhlen, die Doppelhonrnvögel für ihr Brutgeschäft nutzen, befinden sich in der Regel zwischen 8 und 25 Meter über dem Erdboden. Es werden solche Höhlen präferiert, die einen langen vertikalen Schlitz aufweisen. Genutzt werden auch abgestorbene Bäume, typischer sind aber noch lebende Bäume. Sie befinden sich häufig in der Nähe von fruchttragenden Feigenbäumen. Von 25 in Thailand gefundenen Nestern befanden sich 20 in dichtem Wald. Das nächste Nest eines Doppelhornvogels befand sich zwischen 200 Meter und 2,3 Kilometer entfernt mit einer durchschnittlichen Entfernung von rund einem Kilometer. Nester anderer Nashornvogelarten befanden sich mitunter nur 30 Meter von der Nisthöhle der Doppelhornvögel entfernt. Bei in Indien näher untersuchten Bruthöhlen waren die natürlichen Eingänge vor dem Zumauern durch die Nashornvögel 40 Zentimeter hoch und 14 Zentimeter breit. Nashornvögel nutzen ihre Bruthöhlen mehrfach, selbst in den Fällen genutzt, in denen Prädatoren das Nest ausräuberten.
Beide Elternvögel sind daran beteiligt, den Nisthöhleneingang zur Bruthöhle zuzumauern. Darin unterscheiden sie sich von einer Reihe von Nashornvögeln, bei denen nur das Weibchen die Nisthöhle zumauert. Die Beteiligung des Männchens ist bei diesen Arten maximal auf das Herbeibringen von Materialien beschränkt, die das Weibchen zum Schließen der Nisthöhle verwendet. Beim Doppelhornvogel ist es ebenfalls das Männchen, das Material herbeibringt. Er schluckt die Bestandteile häufig herunter und würgt sie dann am Nesteingang wieder hervor. Der männliche Doppelhornvogel beteiligt sich von außen am Schließen der Höhle. Das Weibchen arbeitet vom Inneren der Höhle. Verwendet wird eine Mischung aus Nahrungsbestandteilen, Holzteilen und Rinde.
Nach dem Zumauern der Bruthöhle bleibt nur ein schmaler Schlitz offen. Durch diesen schmalen Schlitz füttert das Männchen das Weibchen und später den oder die Jungvögel.

### Brutzeit

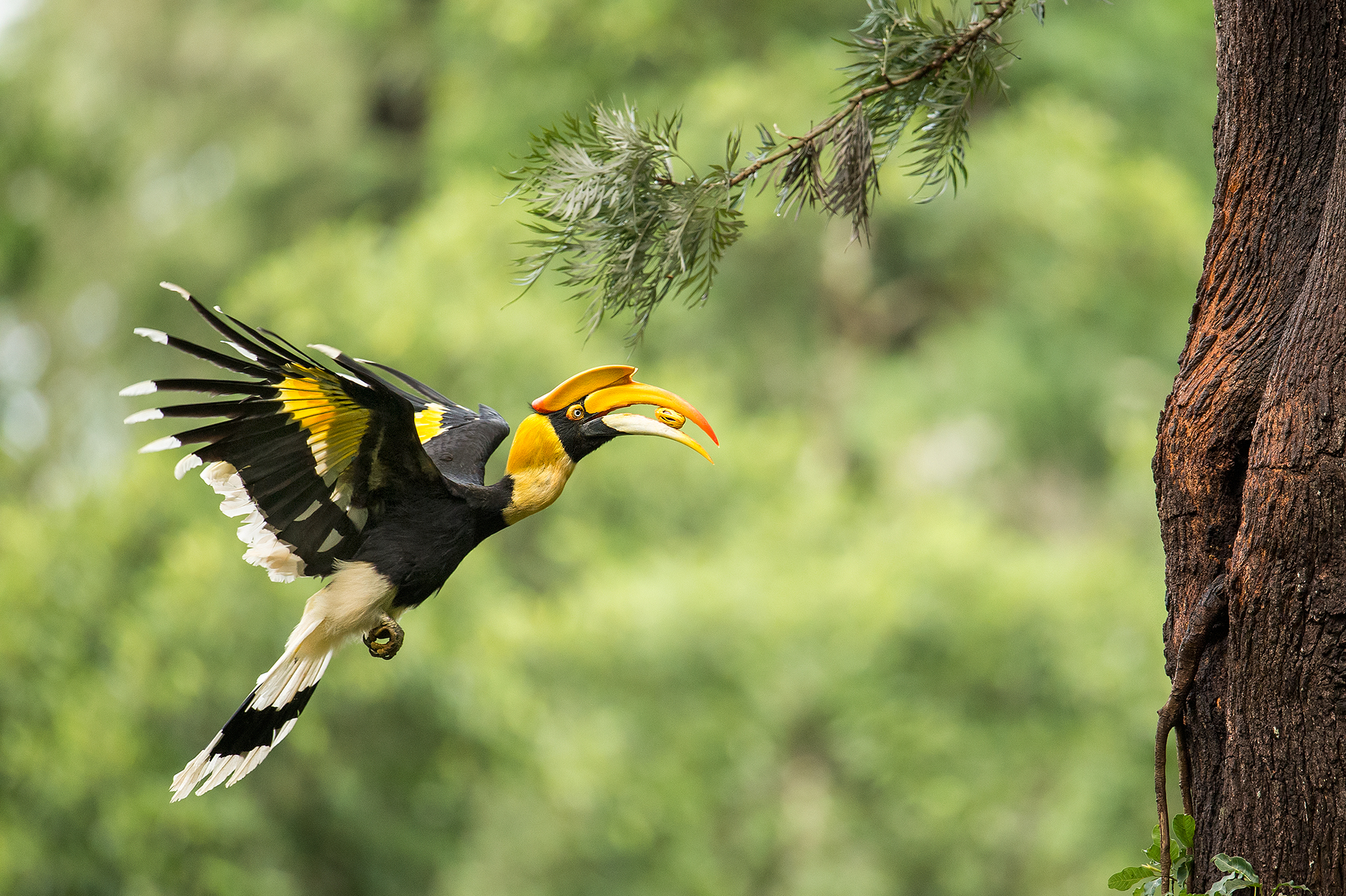
Weibchen mit Nahrung im Schnabel

Die gesamte Brutzeit dauert zwischen 113 und 140 Tage. Davon entfallen ein bis vier Tage auf die Zeit, die das Weibchen bereits in der Bruthöhle verbringt, aber noch nicht mit der Eiablage begonnen hat. Die Eier werden 38 bis 40 Tage bebrütet und 72 bis 96 Tage entfällt auf die Nestlingszeit. Das Weibchen verlässt die Bruthöhle gewöhnlich vor den Jungvögeln, verbringt aber bis zu vier Monate eingemauert in der Bruthöhle. Bei 15 genauer beobachteten Doppelhornvogel-Weibchen lag die durchschnittliche Verweildauer in der Bruthöhle bei 121 Tagen. Bei in menschlicher Obhut gepflegten Doppelhornvögeln, die erfolgreich Jungvögel groß zogen, lag die kürzeste Verweildauer in der Bruthöhle bei 77 Tagen und die längste bei 124.
Das Weibchen legt gewöhnlich 2 Eier, wovon nach dem Schlupf in der Regel aber nur ein Jungtier überlebt. Lediglich bei in menschlicher Obhut gepflegten Doppelhornvögeln hat man auch schon ein erfolgreiches Großziehen von zwei Jungvögeln beobachtet.
Das Männchen kehrt etwa drei bis fünf Mal am Tag zur Bruthöhle zurück und bringt Nahrung. Meist handelt es sich um Nahrung, die er verschluckt hat und am Nesteingang wieder hervorwürgt. Beobachtet wurde, dass er so bei einer Rückkehr zur Nisthöhle 50 traubengroße Früchte und bei einem anderen Besuch 185 erbsengroße Früchte von Lorbeergewächsen ans Nest brachte. Gelegentlich trägt er größere Früchte sowie jegliche tierische Nahrung im Schnabel zum Nest.
Nachdem die Jungvögel nach etwa 16 Wochen flügge geworden sind, öffnet das Weibchen die Bruthöhle. Sie hämmert dabei das Mauerwerk mit ihrem Schnabel auf. Die Jungvögel erreichen die Geschlechtsreife mit 4 Jahren.

## Haltung
Doppelhornvögel werden gelegentlich in Zoologischen Gärten gezeigt. Sie sind wegen ihres Verhaltens auf geräumige und möglichst hohe Volieren angewiesen. Ihre Erstzucht in menschlicher Obhut gelang im Jahre 1953. Für Doppelhornvögel gibt es seit 1996 ein Europäisches Erhaltungszuchtprogramm.

## Einzelbelege
1. ↑  Cocker, Tipling: Birds and People. S. 326.
2. ↑  Buceros bicornis in der Roten Liste gefährdeter Arten der IUCN 2015. Eingestellt von: BirdLife International, 2013. Abgerufen am 31. Oktober 2016.
3. 1 2 3 4  Kemp: The Hornbills - Bucerotiformes. S. 179.
4. 1 2  Kemp: The Hornbills - Bucerotiformes. S. 178.
5. 1 2 3 4 5  Kemp: The Hornbills - Bucerotiformes. S. 180.
6. 1 2 3 4 5 6  Kemp: The Hornbills - Bucerotiformes. S. 182.
7. 1 2 3 4  Kemp: The Hornbills - Bucerotiformes. S. 181.
8. 1 2 3 4  Kemp: The Hornbills - Bucerotiformes. S. 183.
9. ↑  Pagel, Marcordes:  Exotische Weichfresser. S. 85.
10. ↑  EAZA-Website (Memento des Originals vom 4. November 2016 im Internet Archive)  Info: Der Archivlink wurde automatisch eingesetzt und noch nicht geprüft. Bitte prüfe Original- und Archivlink gemäß Anleitung und entferne dann diesen Hinweis., aufgerufen am 3. November 2016